# Міждуріч'є (Алатирський район)
Міждурі́ч'є (рос. Междуречье, чув. Междуречье) — село у складі Алатирського району Чувашії, Росія. Адміністративний центр Міждуріченського сільського поселення.
Населення — 415 осіб (2010; 626 у 2002).
Національний склад:
- росіяни — 94 %